# فرودگاه دیاپاگا
فرودگاه دیاپاگا (به انگلیسی: Diapaga Airport) یک فرودگاه با کد یاتا DIP است . این فرودگاه در کشور بورکینافاسو قرار دارد .